# Actinoscyphia saginata
Actinoscyphia saginata is een zeeanemonensoort uit de familie Actinoscyphiidae.
Actinoscyphia saginata is voor het eerst wetenschappelijk beschreven door Verrill in 1882.